# Robert Harron

Robert Harron (1910er-Jahre)

Robert Harron (1915)

Robert Emmett Harron (* 12. April 1893 in New York; † 5. September 1920 ebenda; genannt Bobby) war ein US-amerikanischer Schauspieler der Stummfilmära.

## Leben und Karriere
Robert Harron war das zweite von neun Kindern einer irischen, streng katholischen Einwandererfamilie aus der Arbeiterklasse. Ein Teil seiner Geschwister, darunter der Schauspieler John Harron (1903–1939), folgte ihm später in die Filmindustrie. Er besuchte die katholische St. Joseph’s Parochial School in New York. 1907, im Alter von 13 Jahren, begann er mit für den Unterhalt seiner Familie zu sorgen und für die American Biograph zu arbeiten. Er machte für anfangs fünf US-Dollar die Woche Botengänge, zimmerte Bühnenbilder und war Putzhilfe. Im selben Jahr hatte er auch seinen ersten Filmauftritt, in Dr. Skinum. Seit The Valet’s Wife (1908) gehörte er fest zur Schauspielertruppe um den Regisseur D. W. Griffith. Der kinderlose Regisseur soll auf Harron fast wie auf einen Sohn geblickt haben und pflegte ein herzliches Verhältnis zu ihm.
Harron bekam zunehmend mehr und größere Rollen aufgetragen. Er begann in allen Genres zu spielen und bildete mit seiner schlanken, jungenhaften Erscheinung meistens den Gegenpart zu Griffiths Hauptdarstellerinnen wie Mae Marsh, Lillian Gish, Dorothy Gish, Blanche Sweet und Mary Pickford, deren jugendliches Aussehen ihnen ebensolche Rollen bescherte und mit denen er jeweils mehrfach ein Liebespaar spielte. Oft verkörperte Harron naive und sensible junge Männer an der schwierigen Schwelle zwischen Jugend und Erwachsensein. Zu Harrons heute bekanntesten Filmen gehören die großen Griffith-Epen Judith von Bethulien (1914), Die Geburt einer Nation (1915) und Intoleranz (1916), in dem er als fälschlicherweise wegen Mordes verurteilter junger Mann eine seiner eindringlichsten Darstellungen bot, sowie True Heart Susie (1919).
Sein Tod, verursacht durch einen selbstausgelösten Pistolenschuss durch seine linke Lunge, ist bis heute Gegenstand von Spekulationen. Zeitzeugen wie Lillian Gish und Victor Heerman bezeichneten den Tod später als Unfall: Harron habe eine gefährlich herumliegende Pistole, mit der sein kleiner Bruder gespielt habe, eingesteckt. Aus dieser habe sich dann versehentlich ein Schuss gelöst, als er seine Hose ausgezogen habe. Auch Harron selbst soll an seinem Sterbebett geäußert haben, es sei ein Unfall gewesen. Allerdings wirkt diese Erzählung leicht bizarr und so hält sich das Gerücht eines Suizids. Manchmal wird angeführt, Harron sei über die Besetzung von Richard Barthelmess in der Hauptrolle von Griffiths neuem Drama Weit im Osten (1920) untröstlich gewesen und habe deswegen Suizid begangen. Allerdings ist diese Behauptung falsch, denn Harrons Verhältnis zu Griffith war weiterhin freundschaftlich und seine Karriere befand sich im Aufschwung: Er hatte wenige Monate zuvor einen Vertrag bei Metro Pictures Corporation unterschrieben, der ihm ein hohes Gehalt und künstlerische Freiheit in Form der Gründung einer eigenen Produktionsfirma ließ.
Harron schien zunächst zu genesen, starb aber vier Tage nach dem Vorfall an den Verletzungen. Kollegen beschrieben den unverheirateten Darsteller als schüchtern in Gegenwart von Frauen, obgleich ihm eine eher kinderhafte Romanze mit Dorothy Gish nachgesagt wurde. Er war in seiner nur 13-jährigen Filmkarriere an mehr als 200 Filmen als Darsteller beteiligt. Posthum wurde Coincidence, sein einziger Film bei Metro, veröffentlicht.

## Filmografie
Anmerkung: 1907–1913 nur Kurzfilme, danach Kurzfilme extra gekennzeichnet
- 1907: Dr. Skinum
- 1907: Mr. Gay and Mrs.
- 1908: Professional Jealousy
- 1908: Bobby’s Kodak
- 1908: The Snowman
- 1908: The Boy Detective, or The Abductors Foiled
- 1908: Her First Adventure
- 1908: Thompson’s Night Out
- 1908: Mixed Babies
- 1908: At the French Ball
- 1908: At the Crossroads of Life
- 1908: A Calamitous Elopement
- 1908: Balked at the Altar
- 1908: Monday Morning in a Coney Island Police Court
- 1908: Behind the Scenes
- 1908: Where the Breakers Roar
- 1908: A Smoked Husband
- 1908: Concealing a Burglar
- 1908: The Song of the Shirt
- 1908: The Clubman and the Tramp
- 1908: The Vale’s Wife
- 1908: The Feud and the Turkey
- 1908: The Reckoning
- 1908: The Test of Friendship
- 1908: The Helping Hand
- 1909: Mr. Jones Has a Card Party
- 1909: Those Awful Hats
- 1909: The Welcome Burglar
- 1909: The Girls and Daddy
- 1909: The Brahma Diamond
- 1909: A Wreath in Time
- 1909: Tragic Love
- 1909: The Hindoo Dagger
- 1909: At the Altar
- 1909: His Wife’s Mother
- 1909: The Salvation Army Lass
- 1909: A Burglar’s Mistake
- 1909: A Drunkard’s Reformation
- 1909: Trying to Get Arrested
- 1909: A Sound Sleeper
- 1909: A Troublesome Satchel
- 1909: The Drive for a Life
- 1909: Tis an Ill Wind That Blows No Good
- 1909: The Note in the Shoe
- 1909: One Busy Hour
- 1909: Jones and the Lady Book Agen
- 1909: Two Memories
- 1909: His Duty
- 1909: The Lonely Villa
- 1909: The Message
- 1909: They Would Elope
- 1909: Pranks
- 1909: The Little Darling
- 1909: The Hessian Renegades
- 1909: The Broken Locket
- 1909: In Old Kentucky
- 1909: A Sweet Revenge
- 1909: Through the Breakers
- 1909: A Corner in Wheat
- 1909: In a Hempen Bag
- 1909: To Save Her Soul
- 1910: Her Terrible Ordeal
- 1910: The Call
- 1910: The Newlyweds
- 1910: The Converts
- 1910: The Way of the World
- 1910: Ramona
- 1910: In the Season of Buds
- 1910: A Child’s Impulse
- 1910: Wilful Peggy
- 1910: The Modern Prodigal
- 1910: A Summer Idyll
- 1910: Examination Day at School
- 1910: The Banker’s Daughters
- 1910: Sunshine Sue
- 1910: Not So Bad as It Seemed
- 1910: A Plain Song
- 1910: The Lesson
- 1910: Winning Back His Love
- 1911: When a Man Loves
- 1911: The Italian Barber
- 1911: A Wreath of Orange Blossoms
- 1911: The Broken Cross
- 1911: The White Rose of the Wilds
- 1911: Enoch Arden: Part II
- 1911: The Primal Call
- 1911: Fighting Blood
- 1911: Bobby, the Coward
- 1911: A Country Cupid
- 1911: The Last Drop of Water
- 1911: The Diving Girl
- 1911: Her Awakening
- 1911: The Unveiling
- 1911: The Long Road
- 1911: The Battle
- 1911: The Miser’s Heart
- 1911: The Failure
- 1912: For His Son
- 1912: The Transformation of Mike
- 1912: Billy’s Stratagem
- 1912: Under Burning Skies
- 1912: A String of Pearls
- 1912: The Girl and Her Trust
- 1912: Iola’s Promise
- 1912: Those Hicksville Boys
- 1912: Fate’s Interception
- 1912: Just Like a Woman
- 1912: One Is Business, the Other Crime
- 1912: The Lesser Evil
- 1912: The Old Actor
- 1912: A Lodging for the Night
- 1912: A Beast at Bay
- 1912: Home Folks
- 1912: A Temporary Truce
- 1912: The School Teacher and the Waif
- 1912: Man’s Lust for Gold
- 1912: Man’s Genesis
- 1912: The Sands of Dee
- 1912: A Child’s Remorse
- 1912: The Inner Circle
- 1912: A Change of Spirit
- 1912: A Pueblo Legend
- 1912: An Unseen Enemy
- 1912: Two Daughters of Eve
- 1912: Friends
- 1912: So Near, Yet So Far
- 1912: A Feud in the Kentucky Hills
- 1912: The Painted Lady
- 1912: The Musketeers of Pig Alley
- 1912: Heredity
- 1912: The Informer
- 1912: A Sailor’s Heart
- 1912: The New York Hat
- 1912: My Hero
- 1912: The Burglar’s Dilemma
- 1912: The Massacre
- 1912: A Cry for Help
- 1913: The Tender Hearted Boy
- 1913: A Misappropriated Turkey
- 1913: Brothers
- 1913: Oil and Water
- 1913: Love in an Apartment Hotel
- 1913: Broken Ways
- 1913: Near to Earth
- 1913: Fate
- 1913: The Sheriff’s Baby
- 1913: The Perfidy of Mary
- 1913: The Little Tease
- 1913: A Misunderstood Boy
- 1913: The Lady and the Mouse
- 1913: The House of Darkness
- 1913: The Yaqui Cur
- 1913: His Mother’s Son
- 1913: A Timely Interception
- 1913: Death’s Marathon
- 1913: Her Mother’s Oath
- 1913: The Sorrowful Shore
- 1913: The Reformers; or, The Lost Art of Minding One’s Business
- 1913: The Coming of Angelo
- 1913: The Adopted Brother
- 1913: An Unjust Suspicion
- 1913: Influence of the Unknown
- 1913: The Girl Across the Way
- 1913: By Man’s Law
- 1913: The Blue or the Gray
- 1913: In the Elemental World
- 1913: The Pseudo Prodigal
- 1913: The Conscience of Hassan Bey
- 1913: Die Waisen der Ansiedlung (The Battle of Elderbush Gulch)
- 1914: Judith von Bethulien (Judith of Bethulia)
- 1914: The Smugglers of Sligo (Kurzfilm)
- 1914: The Battle of the Sexes
- 1914: Apple Pie Mary (Kurzfilm)
- 1914: Brute Force (Kurzfilm)
- 1914: The Great Leap: Until Death Do Us Part
- 1914: The Life of General Villa
- 1914: The Deputy Sheriff’s Star (Kurzfilm)
- 1914: Home, Sweet Home
- 1914: The Escape (verschollen)
- 1914: The Newer Woman (Kurzfilm)
- 1914: The Birthday Present (Kurzfilm)
- 1914: The Rebellion of Kitty Belle (Kurzfilm)
- 1914: Their First Acquaintance (Kurzfilm)
- 1914: The Stolen Code (Kurzfilm)
- 1914: The Weaker Strain (Kurzfilm)
- 1914: Down by the Sounding Sea (Kurzfilm)
- 1914: The Avenging Conscience: or 'Thou Shalt Not Kill'
- 1914: Moonshine Molly (Kurzfilm)
- 1914: The Idiot (Kurzfilm)
- 1914: The Saving Flame (Kurzfilm)
- 1914: A Lesson in Mechanics (Kurzfilm)
- 1914: For Those Unborn (Kurzfilm)
- 1914: The Great God Fear (Kurzfilm)
- 1914: His Mother’s Trust (Kurzfilm)
- 1914: Sands of Fate (Kurzfilm)
- 1914: Paid with Interest (Kurzfilm)
- 1914: The Odalisque (Kurzfilm)
- 1915: Die Geburt einer Nation (The Birth of a Nation)
- 1915: The Outcast
- 1915: The Outlaw’s Revenge
- 1915: The Victim (Kurzfilm)
- 1915: Her Shattered Idol
- 1916: The Missing Links
- 1916: Hoodoo Ann
- 1916: A Child of the Paris Streets
- 1916: A Wild Girl of the Sierras
- 1916: The Marriage of Molly-O
- 1916: Intoleranz (Intolerance)
- 1916: The Little Liar
- 1916: The Wharf Rat
- 1917: The Bad Boy (verschollen)
- 1917: An Old Fashioned Young Man
- 1917: Sunshine Alley
- 1918: Hearts of the World
- 1918: The Great Love
- 1918: The Greatest Thing in Life (verschollen)
- 1919: A Romance of Happy Valley
- 1919: The Girl Who Stayed at Home
- 1919: True Heart Susie – The Story of a Plain Girl
- 1919: The Greatest Question
- 1921: Coincidence